# Severino Cesari
Severino Cesari (Città di Castello, 30 novembre 1951 – Roma, 25 ottobre 2017) è stato un giornalista e curatore editoriale italiano.

## Biografia
Nel 1977 viene assunto come redattore de Il manifesto. Diviene poi responsabile della pagina culturale e direttore dell'edizione domenicale del quotidiano. Sempre per Il manifesto crea il supplemento La Talpa Libri, insieme a Gianni Riotta e Astrit Dakli. Negli anni '90, Paolo Repetti gli affida la collana Ritmi per Theoria. Nel 1996, sempre con Repetti, crea per Einaudi la collana Stile LIbero. Dal 1996 al 2000 è inoltre presidente e amministratore delegato di Adnkronos Libri, periodo durante il quale creò due collane sperimentali: Prima scelta. Cibo per giovani menti, pensata per i ragazzi, e Le guide a occhi aperti, dedicata alla divulgazione scientifica.
Nel 2013 interpreta il ruolo del Poeta Muto nel film La grande bellezza di Paolo Sorrentino.
Muore all'età di 65 anni a Roma, il 25 ottobre 2017, per cancro.
In sua memoria la Regione Umbria ha istituito il Premio nazionale opera prima Severino Cesari.

## Opere
- Severino Cesari, Storie per quattro giornate, collana Collana La memoria, Palermo, Sellerio, 1989, ISBN 978-88-389-0546-9.
- Severino Cesari, Colloquio con Giulio Einaudi, collana Collana Confini n.23, Roma-Napoli, Theoria, 1991, ISBN 978-88-241-0246-9.
- Severino Cesari, Con molta cura, collana Collana Scala italiani, Milano, Rizzoli, 2017, ISBN 978-88-170-8910-4.